# Mário Osório Marques
Mario Osorio Marques, por um período conhecido como Frei Matias de São Francisco de Paula (São Francisco de Paula, 22 de janeiro de 1925 — Ijuí, 14 de dezembro de 2002), foi um sacerdote franciscano, pedagogo e professor brasileiro.
Era formado em filosofia, pós-graduado em teologia, doutor em educação, educador, sociólogo, pedagogo. Integrou, desde o início, o quadro docente da Universidade Regional do Noroeste do Estado do Rio Grande do Sul (UNIJUÍ), de cuja construção foi o artífice maior.

## Idealizador e mentor
- Faculdade de Filosofia, Ciências e Letras de Ijuí – FAFI – 1957
- Movimento Comunitário de Base – 1961
- Museu Antropológico Diretor Pestana – MADP – 1961
- Escola de Educação Básica Francisco de Assis – EFA – 1969
- Fundação de Integração, Desenvolvimento e Educação do Noroeste do Estado – FIDENE – 1969
- Universidade Regional do Noroeste do Estado do Rio Grande do Sul – 1985
- Editora UNIJUÍ – 1985
- Mestrado em Educação nas Ciências – 1994

## Reconhecimento público
- 1967 – Cidadão Benemérito de Ijuí
- 1992 – Professor Emérito da UNIJUÍ
- 1999 – Prêmio Educação RS – Sinpro/RS
- 2001 – Pesquisador Destaque – Categoria Educação e Psicologia (FAPERGS)

## Obras
Suas principais obras são:
- Trigo e Região, Um estudo de Caso, 1972;
- Sociologia Geral, 1974;
- Universidade Emergente, o Ensino Superior Brasileiro em Ijuí (RS), 1984;
- Conhecimento e Educação, 1988;
- Pedagogia, a Ciência do Educador, 1990;
- História Visual da Formação de Ijuí, Rio Grande do Sul, 1990 (em co-autoria com Lourdes Carvalho Grzybowski);
- A Formação do Profissional da Educação, 1992;
- Conhecimento e Modernidade em Reconstrução, 1993;
- A Aprendizagem na Mediação Social do Aprendido e da Docência, 1995;
- Educação/ Interlocução, Aprendizagem/Reconstrução de Saberes, 1996;
- Uma Hermenêutica de Minhas Aprendizagens, 1997;
- Escrever é Preciso: O Princípio da Pesquisa, 1997;
- Filosofia e Pedagogia na Universidade, 1997;
- Educação: Singularizarão de Sujeitos numa mesma Tradição Cultural – Uma Leitura da Obra de Tereza Verzeri,1998;
- Escola do Computador: Linguagens Rearticuladas, Educação Outra, 1999;
- 4 Vidas, 4 Estilos, a Mesma Paixão, 1999 (em co-autoria com Sandra Mara Corazza, Daisy Barella da Silva e Volmir de Oliveira);
- Ijuí, uma Cultura Diversificada, 2000;
- Educação nas Ciências, Interlocução e Complementaridade, 2002;
- A Educação na Família e na Escola, Temas para Reflexão e Debate, 2002 (em co-autoria com Julieta Ida Dallepiane);
- Uma comunidade em Busca de seu Caminho, 2ª Ed., (em co-autoria com Argemiro Jabcob Brum) (a 1ª Ed., já esgotada, foi publicada em 1972, pela Editora Sulina, Porto Alegre);
- Imaginário e Memória, 2003;
- Francisco de Assis e a Educação Popular na UNIJUÍ, 2003;
- Nossas Coisas e Nossa Gente (em co-autoria com Argemiro Jabcob Brum), 2003;
- Nossas Forças, 2003.
- Entre os 20 e 25 anos, quando realizava os estudos filosóficos e teológicos, Mario Osorio Marques (Frei Matias de São Francisco de Paula) organizou, também, um dicionário de Filosofia – Lexicon Philosophicum – em latim, em três volumes manuscritos, o qual permanece inédito, podendo os originais serem encontrados na biblioteca da família.